# Districts du Kosovo
Le district (en serbe : Дистрикт et distrikt ; en albanais : Rajon) est la subdivision administrative du plus haut niveau au Kosovo. En 2000, la MINUK a redécoupé et rebaptisé les districts définis par la Serbie. La Serbie n'a pas reconnu officiellement ces changements.

## Districts selon laMINUK(2000) et selon leKosovo(2011)

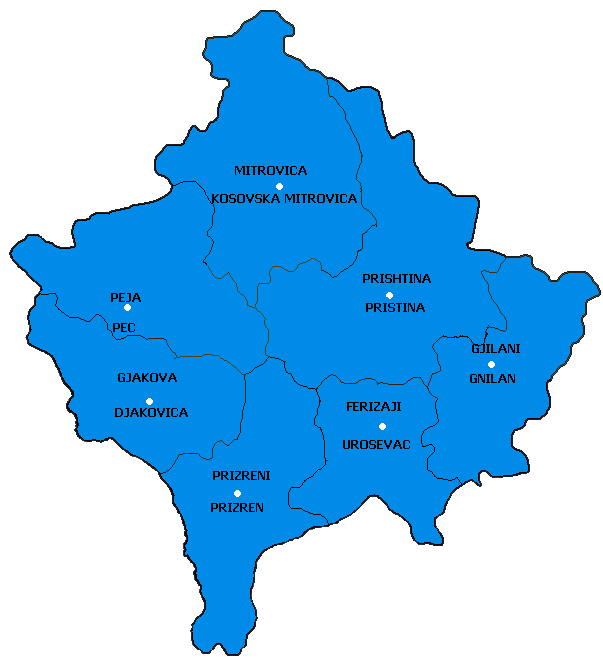
Les districts du Kosovo

| District                                                                              | Chef-lieu                    | Communes/Municipalités | Population en 1991 | Population en 2011 |
| ------------------------------------------------------------------------------------- | ---------------------------- | --- | ------------------ | ------------------ |
| District de Gjakovë/Đakovica Rajoni i Gjakovës Đakovički okrug                        | Gjakovë/Đakovica             | - Deçan/Dečani - Gjakovë/Đakovica - Junik/Junik - Rahovec/Orahovac | 220 305            | 196 867            |
| District de Gjilan/Gnjilane Rajoni i Gjilanit Gnjilanski okrug                        | Gjilan/Gnjilane              | - Gjilan/Gnjilane - Kamenicë/Kosovska Kamenica - Klokot/Kllokot - Partesh/Parteš - Ranilug/Ranillug - Viti/Vitina                                                     | 205 917            | 181 459            |
| District de Mitrovicë/Kosovska Mitrovica Rajoni i Mitrovicës Kosovskomitrovački okrug | Mitrovicë/Kosovska Mitrovica | - Leposavić/Leposaviq - Mitrovicë/Kosovska Mitrovica - Skenderaj/Srbica - Vushtrri/Vučitrn - Zubin Potok/Zubin Potok - Zvečan/Zveçan                                  | 275 904            | 232 833            |
| District de Pejë/Peć Rajoni i Pejës Pećki okrug                                       | Pejë/Peć                     | - Pejë/Peć - Istog/Istok - Klinë/Klina | 236 823            | 174 325            |
| District de Pristina Rajoni i Prishtinës Prištinski okrug                             | Prishtinë/Priština           | - Fushë Kosovë/Kosovo Polje - Gllogovc/Glogovac - Gračanica/Graçanicë - Lipjan/Lipljan - Novobërdë/Novo Brdo - Obiliq/Obilić - Podujevë/Podujevo - Prishtinë/Priština | 494 677            | 477 312            |
| District de Prizren Rajoni i Prizrenit Prizrenski okrug                               | Prizren/Prizren              | - Dragash/Dragaš - Malishevë/Mališevo - Mamuşa/Mamushë/Mamuša - Prizren/Prizren - Suharekë/Suva Reka                                                                  | 330 502            | 331 620            |
| District de Ferizaj/Uroševac Rajoni i Ferizajit Uroševački okrug                      | Ferizaj/Uroševac             | - Ferizaj/Uroševac - Han i Elezit/Đeneral Janković - Kaçanik/Kačanik - Shtime/Štimlje - Shtërpcë/Štrpce                                                               | 187 896            | 185 695            |

## Districts deKosovo-et-Métochieselon larépublique de Serbie

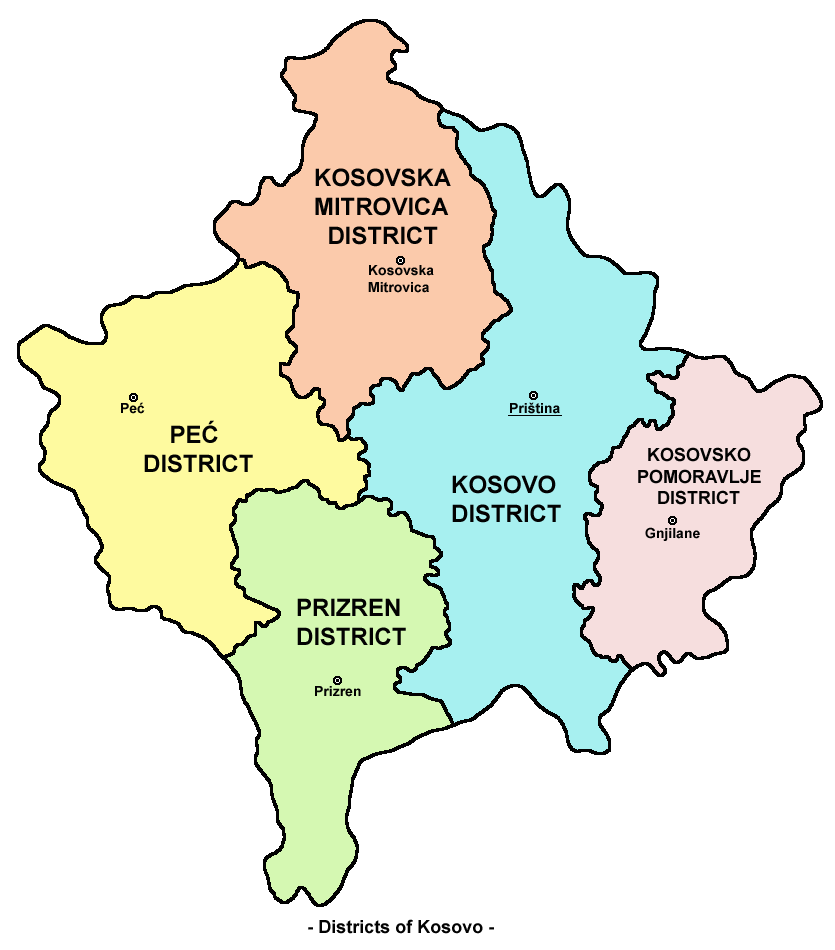
Districts du Kosovo et Metohia

| District                                                     | Chef-lieu          | Population en 2002 | Municipalités                                                                                              |
| ------------------------------------------------------------ | ------------------ | ------------------ | --- |
| District de Kosovo ('Kosovski okrug')                        | Priština           | 672 292            | - Priština - Glogovac - Kosovo Polje - Lipljan - Obilić - Podujevo - Uroševac - Štimlje - Kačanik - Štrpce |
| District de Kosovo-Pomoravlje (Kosovsko-Pomoravski okrug)    | Gnjilane           | 217 726            | - Kosovska Kamenica - Novo Brdo - Gnjilane - Vitina                                                        |
| District de Kosovska Mitrovica (Kosovsko - Mitrovački okrug) | Kosovska Mitrovica | 275 904            | - Kosovska Mitrovica - Leposavić - Srbica - Vučitrn - Zubin Potok - Zvečan                                 |
| District de Peć (Pećki okrug)                                | Peć                | 414,187            | - Peć - Istok - Klina - Đakovica - Dečani                                                                  |
| District de Prizren (Prizrenski okrug)                       | Prizren            | 376 085            | - Orahovac - Suva Reka - Prizren - Gora                                                                    |